# Quarteto de Robert

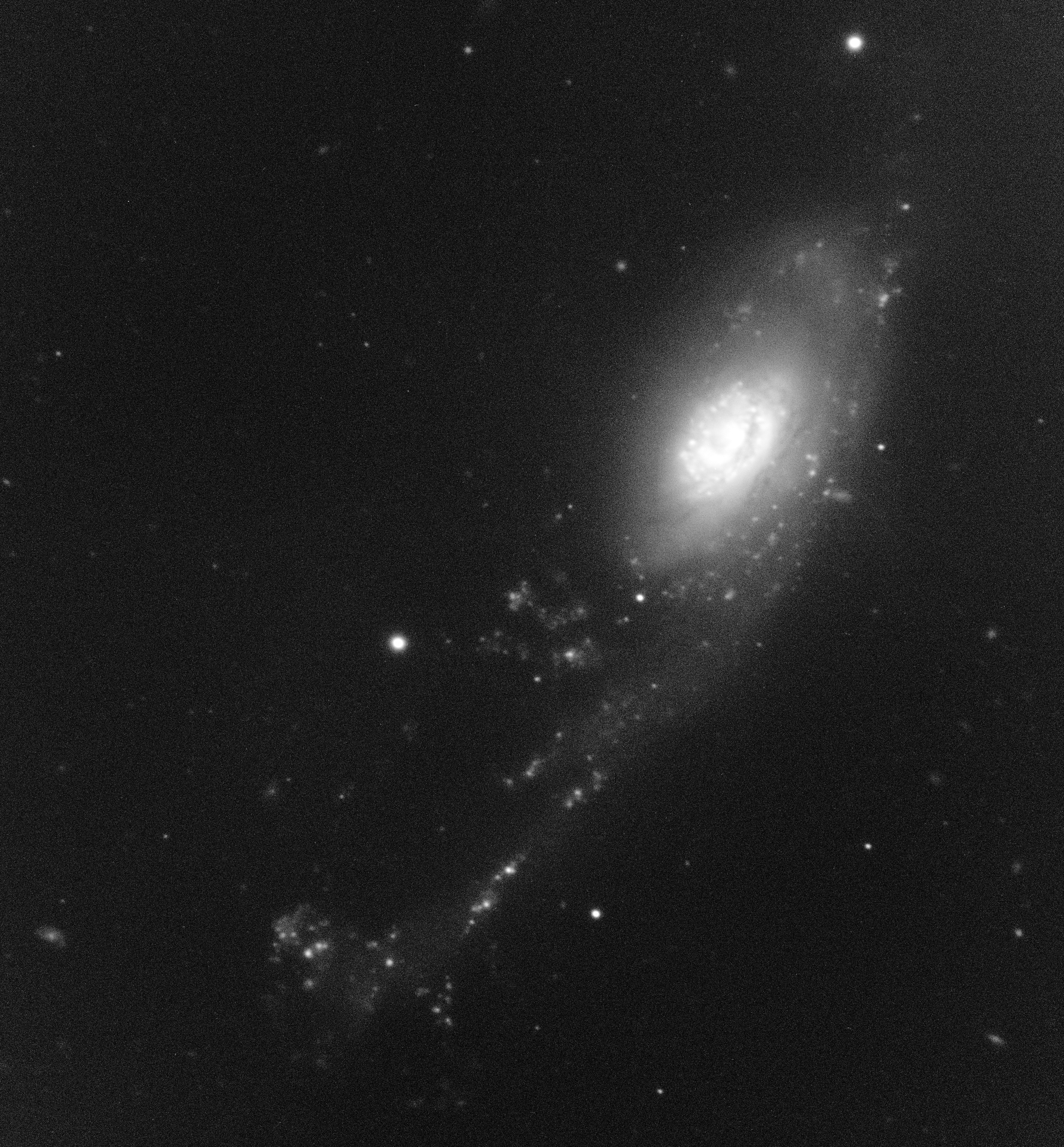
O maior membro do grupo de galáxias conhecido como Quarteto de Robert é NGC 92, uma galáxia espiral Sa com uma aparência incomum.

O Quarteto de Robert é um grupo de galáxias cerca de 160 milhões de anos-luz de distância na direção da constelação de Phoenix. Trata-se de uma família de quatro diferentes galáxias no processo de colisão e fusão. Os seus membros são NGC 87, NGC 88, NGC 89 e NGC 92, descobertas por John Herschel, nos anos 1830. 
O quarteto é um dos mais belos exemplos de grupos compactos de galáxias. Porque esses grupos contêm quatro a oito galáxias em uma região muito pequena, eles são excelentes laboratórios para o estudo da galáxia interações e seus efeitos, em especial, sobre a formação de estrelas. O quarteto tem um total de quase 13 de magnitude aparente. O mais brilhante membro do grupo tem uma magnitude de cerca de 14. Sobre o céu, as quatro galáxias estão todas dentro de um círculo de raio de 1,6 arco de minuto, o que corresponde a cerca de 75000 anos-luz. Ele foi nomeado por Halton Arp e Barry F. Madore, que compilou um Catálogo de Galáxias e Associações Peculiares Austrais, em 1987.

## Membros
| Nome   | Tipo         | Distância do Sol (milhões de anos-luz) | Magnitude |
| ------ | ------------ | -------------------------------------- | --------- |
| NGC 87 | IBm pec.     | ~160                                   | +14.5     |
| NGC 88 | SB(rs)a pec. | ~160                                   | +15.21    |
| NGC 89 | SB0(s)a pec. | ~160                                   | +14.57    |
| NGC 92 | SAa pec.     | ~160                                   | +14.29    |